# Tôtes
Tôtes è un comune francese di 1 401 abitanti situato nel dipartimento della Senna Marittima nella regione della Normandia.

## Nella letteratura
Nel paese viene ambientata la prima parte del celeberrimo romanzo di Gustave Flaubert Madame Bovary.

## Società

### Evoluzione demografica
Abitanti censiti